# Bjuren (naturreservat)
Bjuren var ett naturreservat i Umeå kommun i Västerbottens län. Det uppgick 2019 i Tavasten - Skeppsviksskärgårdens naturreservat
Området var naturskyddat sedan 1972 och är 320 hektar stort. Reservatet omfattade större delen av ön med detta namn och några kringliggande öar och kobbar. På huvudön finns klapperstensfält och granskog med ett område med tallskog.